# Милан Хоџа
Милан Хоџа (слч. Milan Hodža; Сучани, Аустроугарска, 1. фебруар 1878 — Клирвотер, 27. јун 1944, САД) је био словачки политичар, државник и публициста. Био је једанаести председник владе Чехословачке.

## Биографија
Милан Хоџа родио се у Сучанима (данас у Словачкој) и добио је изванредно образовање, право је студирао у Будимпешти и Клужу а филозофију у Бечу. Он је владао са седам језика и то мађарским, немачким, енглеским, француским, румунским, српскохрватским као и пољским и имао је великог успеха у журналистици и политици.
Хоџа је био члан Републиканске странке чехословачке ванградске средине. У 6. и 7. влади деловао је као министар земљорадње а у 9. као министар школства и министар просвете а у 10. опет као министар школства док је у 12. био министар земљорадње где је и остао и у 13. и 14. влади.
Од 1935. до 1938. године Хоџа је био председник 15. чехословачке владе. Године 1938. одлази у емиграцију најпре у Швајцарску а затим у Француску. Године 1940, у Француској је основао Словачко народно веће. Одселио се у САД и ту је разрадио пројекат Савеза средњоевропских народа. Умро је у Клирвотеру 27. јуна 1944. године.
За први политички успех може се сматрати избор за посланика у Кулпинском срезу, 26. јануара 1905. Словачка јавност у Војводини га је познала већ и пре када је 1903. године издавао словачки недељник. Хоџов програм је био јако примамљив за Србе и Словаке у Војводини.
Хоџа је 1966. године посетио Кулпин и ту рекао:
Дошао сам к Вама да поново видим ово место где сам се научио политици и где сам научио да браним народно право.

## Приватни живот
Године 1909. се Милан Ходџа оженио Иреном Пивковом и са њом је имао две кћерке Ирену и Аглају као и сина Федора. Наводно је имао и ванбрачну децу.
По вероисповести је Милан Хоџа био евенгелик, његов отац Ондреј Славослав Хоџа је био као и његов брат Јан Милослав Хоџа евангелички свештеник.

## Галерија
- Биста Милана Хоџе у Сучанима у родном месту Милана Хоџе у Словачкој
- Скуп са отварања споменика Милану Ходџи у Кулпину
- Откривање споменика Милану Хоџи у Кулпину
- Споменик Милану Хоџи у Кулпину
- Споменик Милану Хоџи у Кулпину који је вајао словачки вајар и заслужни уметник словачке Фрањо Штјефунко- (репродукција)
- Портрет Милана Хоџе академске сликарке Зуске Медвеђове
- Присталице Милана Хоџе у Кулпину (1905)
- Присталице Милана Хоџе 1906. године